# Ньигес, Сауль
Сау́ль Ньи́гес Эскла́пес (исп. Saúl Ñíguez Esclápez; род. 21 ноября 1994, Эльче) — испанский футболист, полузащитник бразильского клуба «Фламенго». Участник чемпионата мира 2018 года.

## Клубная карьера

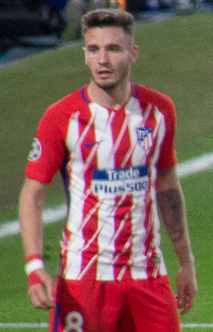
Сауль в составе «Атлетико Мадрид»

Сауль Ньигес попал в «Атлетико Мадрид» из системы «Реал Мадрида» в четырнадцатилетнем возрасте.
В сезоне 2010/11 приобрести Сауля хотел английский «Фулхэм» и игрок был готов на переход, но спустя 7 лет испанец признался, что благодарит бога за этот несостоявшийся трансфер.
За резервную команду он дебютировал 10 апреля 2011 года во встрече с «Эстремадурой» (3:1).
8 марта 2012 года Сауль дебютировал за основной состав «Атлетико», сыграв шесть минут в матче Лиги Европы с «Бешикташем» (3:1). Следующий его матч за основную команду состоялся 20 сентября 2012 года во встрече с «Хапоэлем»..
Летом 2013 года во время трансфера Давида Вильи из «Барселоны» в «Атлетико» между клубами был подписан договор, наделяющий каталонский гранд первоочередным правом выкупа Сауля.
20 июля 2013 года отправлен в аренду в мадридский «Райо Вальекано», где провёл один сезон.
27 сентября 2014 года Сауль Ньигес забил дебютный гол за «Атлетико Мадрид» в домашнем матче против «Севильи» (4:0).
7 февраля 2015 года в мадридском дерби Сауль заменил травмированного Коке и через десять минут забил второй гол своей команды ударом через себя, в конечном итоге его команда победила со счетом 4:0.
27 апреля 2016 года Сауль после сольного прохода забил единственный гол в первом матче полуфинала Лиги чемпионов против «Баварии». Впоследствии этот гол был номинирован на премию ФИФА имени Ференца Пушкаша за лучший гол сезона 2015/16.
В финале Лиги чемпионов 2015/16 Сауль Ньигес отыграл все 120 минут с учётом дополнительного времени и успешно реализовал удар в послематчевой серии одиннадцатиметровых, однако «Реал» обыграл «Атлетико» по пенальти — 5:3.
18 апреля 2017 года Сауль забил гол в ворота «Лестер Сити» в ответном четвертьфинальном матче Лиги чемпионов.
10 мая 2017 года Сауль отметился забитым мячом в последнем дерби на «Висенте Кальдерон», где «Атлетико» обыграл «Реал Мадрид» со счётом 2:1, но по сумме двух матчей не смог выйти в финал Лиги чемпионов.
1 июля 2017 года Сауль Ньигес подписал новый контракт с «Атлетико» на 9 лет. Полузащитник рассказал, что в год финала Лиги чемпионов в Милане ему поступали предложения от «Барселоны», но он был сосредоточен лишь на продлении контракта с действующим клубом.
16 мая 2018 года «Атлетико Мадрид» разгромил в Лионе французский «Марсель» в финале Лиги Европы. По ходу турнира Сауль отметился тремя забитыми мячами, поразив ворота датского «Копенгагена» и дважды московского «Локомотива».
Во время летнего трансферного окна «Барселона» планировала подписать Сауля, но получила решительный отказ от 23-летнего игрока.
15 августа 2018 года в матче за Суперкубок УЕФА против мадридского «Реала» Сауль Ньигес забил гол в дополнительное время и принес победу «Атлетико Мадрид» со счётом 4:2.
В сентябре 2018 года в интервью испанской радиостанции Сауль заявил, что никогда не перейдет в «Реал Мадрид».
31 октября 2018 года футбольный портал Transfermarkt обновил трансферную стоимость Сауля до отметки в 90 миллионов евро, что является наибольшей стоимостью испанца в карьере. Этот рекордный показатель продержался вплоть до 8 апреля 2020 года.
Весной 2019 года стали появляться слухи об интересе к Саулю со стороны «Манчестер Сити». Однако вскоре Ньигес отклонил их предложение.
18 августа 2019 года Сауль сыграл свой 250-й матч за клуб против «Хетафе».
18 февраля 2020 года Сауль Ньигес забил единственный гол в первом матче 1/8 финала Лиги чемпионов в ворота действующего чемпиона «Ливерпуля».
30 июня 2020 года Сауль забил два мяча с пенальти в ворота «Барселоны».
По итогам сезона 2020/21 Сауль Ньигес впервые в своей карьере вместе с «Атлетико Мадрид» стал чемпионом Испании.
Летом 2021 года игроком активно интересовались «Барселона», «Ливерпуль» и «Манчестер Юнайтед». В июле «Атлетико» вел переговоры с каталонским клубом по обмену Сауля на Гризманна, но в конечном итоге стороны не нашли компромисс.
31 августа, в последний день трансферного окна, «Челси» официально объявил об аренде испанского полузащитника на сезон за четыре миллиона евро с правом выкупа в 35 миллионов. Клубы успели оформить сделку в последние минуты до закрытия ТО.
Сезон 2021/22 Сауль провёл в качестве запасного игрока «Челси», выиграв с командой Клубный чемпионат мира. В АПЛ испанец сыграл всего 10 матчей. В Кубке Англии забил гол в ворота «Лутон Таун». По итогам сезона «Челси» не стал активировать опцию выкупа игрока.
После неудачной аренды Сауль Ньигес вернулся в «Атлетико Мадрид».
1 ноября 2022 года «Атлетико» проиграл «Порту» и впервые за 12 лет занял последнее место в группе Лиги чемпионов. После игры Сауль был единственным игроком «Атлетико», кто подошёл к болельщикам своей команды, приехавшим на этот выездной матч из Испании. Полузащитник мадридского клуба в одиночку стоял перед трибуной с фанатами «Атлетико» около пяти минут.
29 января 2023 года гол Сауля принес «Атлетико» победу над «Осасуной» в 19-м туре Ла Лиги. Этот забитый мяч стал для испанца первым после возвращения из английского «Челси».
В конце января 2023 года «Валенсия» хотела арендовать Сауля на 18 месяцев, но столкнулась с высокой зарплатой игрока, составляющей 12 млн.евро в год до вычета налогов.
21 мая 2023 года в домашнем матче 35‑го тура испанской Ла Лиги Сауль Ньигес забил гол в ворота «Осасуны». Встреча завершилась со счетом 3:0. Эта победа позволила «Атлетико Мадрид» набрать 72 очка и подняться на вторую строчку в турнирной таблице, обойдя мадридский «Реал».
Спустя 3 дня, 24 мая, Сауль вновь забил гол. На 21-й минуте он открыл счёт в матче против «Эспаньола». Однако «Атлетико», ведя 3:0, упустил победу и сыграл вничью 3:3.
Летом 2023 года саудовский клуб «Ан-Наср» вёл переговоры о подписании Сауля. Этот переход позволил бы Ньигесу стать самым высокооплачиваемым испанским футболистом в мире.
Позднее турецкий «Галатасарай» обозначил Сауля в качестве одной из приоритетных целей на трансферном рынке, но испанский полузащитник даже не рассматривал такую возможность перехода.
Перед сезоном 2023/24 «Атлетико Мадрид» объявил, что Сауль сменил свой игровой номер с 17-го на 8-й, под которым уже выступал в клубе с 2016 года по 2021 год.
В 3-м туре Ла Лиги «Атлетико» в гостях разгромно победил «Райо Вальекано» со счётом 7:0. В этой встрече Сауль отметился двумя голевыми передачами и был признан лучшим игроком матча по версии статистического портала WhoScored. Помимо этого, поединок против бывшего клуба стал для Сауля самой крупной победой в его профессиональной карьере.
24 сентября 2023 года в 6-м туре Ла Лиги «Атлетико» обыграл в мадридском дерби «Реал» со счетом 3:1. В этом матче, который оказался для Сауля Ньигеса 300-м в Ла Лиге, он сделал две голевые передачи и стал лучшим игроком встречи по данным авторитетных аналитических порталов WhoScored и SofaScore.
7 ноября 2023 года в матче группового этапа Лиги чемпионов Сауль забил гол в ворота «Селтика» и тем самым установил окончательный счёт – 6:0 в пользу «Атлетико Мадрид».
15 июля 2024 года был отдан в аренду на сезон 2024/25 в «Севилью» с возможностью дальнейшего продления.
22 июля 2025 года Сауль перешел в качестве свободного агента в «Фламенго» из «Атлетико» подписав контракт на 3,5 года.

## Карьера в сборной
Сауль играл в различных юношеских сборных Испании. В составе сборной Испании (до 19 лет) он стал чемпионом Европы в возрастной категории до 19 лет 2012 года.
27 июня 2017 года Сауль оформил хет-трик в ворота Джанлуиджи Доннаруммы в матче с Италией (3:1) и вывел сборную Испании в финал ЕВРО-2017 среди молодежи. По итогам Чемпионата Европы он стал обладателем серебряной медали и «Золотой бутсы» лучшего бомбардира турнира с пятью голами, опередив ближайшего преследователя на два гола.
После успешного сезона в составе «Атлетико Мадрид» Сауль Ньигес получил вызов во взрослую сборную Испании на чемпионат мира 2018. Однако на турнире он не сыграл ни одной минуты, а испанцы вылетели в 1/8 финала от сборной России.
8 сентября 2018 года в матче против англичан забил дебютный гол за сборную Испании в рамках Лиги наций УЕФА.

## Достижения

### Командные
«Атлетико Мадрид»
- Чемпион Испании: 2020/21
- Обладатель Кубка Испании: 2012/13
- Обладатель Суперкубка Испании: 2014
- Победитель Лиги Европы УЕФА (2): 2011/12, 2017/18
- Обладатель Суперкубка УЕФА: 2018

«Челси»
- Победитель Клубного чемпионата мира: 2021

Сборная Испании
- Победитель чемпионата Европы (до 19 лет): 2012
- Серебряный призёр чемпионата Европы (до 21 года): 2017

### Личные
- Лучший бомбардир чемпионата Европы среди молодёжных команд: 2017
- Входит в состав символической сборной Лиги Европы УЕФА: 2017/18[54]

## Личная жизнь
Отец Сауля, Хосе Антонио, на протяжении семи лет был основным форвардом «Эльче» и отыграл один сезон в Примере. Старшие братья Сауля, Хони и Аарон — тоже футболисты, выступают в испанском «Эльче» и малайзийском «Джохоре», соответственно.
26 февраля 2021 года у Сауля и его возлюбленной по имени Яйса Саламанка родилась дочь, которой дали имя Африка.
10 июня 2022 года пара официально поженилась.
5 ноября 2023 года у Сауля и Яйсы родился сын. Родители назвали его Энцо.
В июне 2020 года Сауль Ньигес объявил о создании собственного футбольного клуба под названием «Клуб Коста Сити», расположенным в родном городе футболиста — Эльче. В структуру клуба войдут порядка 500 игроков, которые будут распределены по 30 возрастным категориям от 4 до 18 лет. Партнером испанца стал спортивный бренд Nike.
В августе 2020 года Сауль рассказал, что во время карантина из-за коронавируса он изменил питание и перешел на веганство. «Это образ жизни, а не вариант питания. Правда в том, что для меня это не было сложно, потому что я делал это постепенно и всегда под контролем диетолога», — отметил Сауль в интервью. Изменить питание рекомендовал его личный диетолог Джонатан Ондина, чтобы облегчить нагрузку на левую почку, сильную травму которой он получил во время футбольного матча в Леверкузене в феврале 2015 года.

## Статистика
| Выступление       | Выступление      | Выступление      | Чемпионат | Чемпионат | Кубок | Кубок | Континент. | Континент. | Прочие | Прочие | Итого | Итого |
| Клуб              | Лига             | Сезон            | Игры      | Голы      | Игры  | Голы  | Игры       | Голы       | Игры   | Голы   | Игры  | Голы  |
| ----------------- | ---------------- | ---------------- | --------- | --------- | ----- | ----- | ---------- | ---------- | ------ | ------ | ----- | ----- |
| Атлетико Мадрид B | Сегунда B        | 2010/11          | 22        | 1         | 0     | 0     | 0          | 0          | 0      | 0      | 22    | 1     |
| Атлетико Мадрид B | Сегунда B        | 2011/12          | 22        | 1         | 0     | 0     | 0          | 0          | 0      | 0      | 22    | 1     |
| Атлетико Мадрид B | Сегунда B        | 2012/13          | 26        | 6         | 0     | 0     | 0          | 0          | 0      | 0      | 26    | 6     |
| Атлетико Мадрид B | Итого            | Итого            | 70        | 8         | 0     | 0     | 0          | 0          | 0      | 0      | 70    | 8     |
| → Райо Вальекано  | Примера          | 2013/14          | 34        | 2         | 3     | 0     | 0          | 0          | 0      | 0      | 37    | 2     |
| → Райо Вальекано  | Итого            | Итого            | 34        | 2         | 3     | 0     | 0          | 0          | 0      | 0      | 37    | 2     |
| Атлетико Мадрид   | Примера          | 2011/12          | 0         | 0         | 0     | 0     | 1          | 0          | 0      | 0      | 1     | 0     |
| Атлетико Мадрид   | Примера          | 2012/13          | 2         | 0         | 2     | 0     | 7          | 0          | 0      | 0      | 11    | 0     |
| Атлетико Мадрид   | Примера          | 2014/15          | 24        | 4         | 4     | 0     | 5          | 0          | 2      | 0      | 35    | 4     |
| Атлетико Мадрид   | Примера          | 2015/16          | 31        | 4         | 4     | 2     | 13         | 3          | 0      | 0      | 48    | 9     |
| Атлетико Мадрид   | Примера          | 2016/17          | 33        | 4         | 8     | 1     | 12         | 4          | 0      | 0      | 53    | 9     |
| Атлетико Мадрид   | Примера          | 2017/18          | 36        | 2         | 5     | 0     | 15         | 4          | 0      | 0      | 56    | 6     |
| Атлетико Мадрид   | Примера          | 2018/19          | 33        | 4         | 3     | 0     | 8          | 1          | 1      | 1      | 45    | 6     |
| Атлетико Мадрид   | Примера          | 2019/20          | 35        | 6         | 1     | 0     | 9          | 1          | 2      | 0      | 47    | 7     |
| Атлетико Мадрид   | Примера          | 2020/21          | 33        | 2         | 2     | 0     | 6          | 0          | 0      | 0      | 41    | 2     |
| Атлетико Мадрид   | Примера          | 2021/22          | 3         | 0         | 0     | 0     | 0          | 0          | 0      | 0      | 3     | 0     |
| Атлетико Мадрид   | Примера          | 2022/23          | 31        | 3         | 2     | 0     | 5          | 0          | 0      | 0      | 38    | 3     |
| Атлетико Мадрид   | Примера          | 2023/24          | 34        | 1         | 4     | 0     | 10         | 1          | 1      | 0      | 49    | 2     |
| Атлетико Мадрид   | Итого            | Итого            | 295       | 30        | 35    | 3     | 91         | 14         | 6      | 1      | 427   | 48    |
| → Челси           | Премьер-лига     | 2021/22          | 10        | 0         | 3     | 1     | 5          | 0          | 5      | 0      | 23    | 1     |
| → Челси           | Итого            | Итого            | 10        | 0         | 3     | 1     | 5          | 0          | 5      | 0      | 23    | 1     |
| → Севилья         | Примера          | 2024/25          | 24        | 1         | 2     | 0     | 0          | 0          | 0      | 0      | 26    | 1     |
| → Севилья         | Итого            | Итого            | 24        | 1         | 2     | 0     | 0          | 0          | 0      | 0      | 26    | 1     |
| Всего за карьеру  | Всего за карьеру | Всего за карьеру | 433       | 41        | 43    | 4     | 96         | 14         | 11     | 1      | 583   | 60    |

### Матчи за сборную
| №  | Дата             | Оппонент   | Счёт | Голы | Соревнование             |
| -- | ---------------- | ---------- | ---- | ---- | ------------------------ |
| 1  | 1 сентября 2016  | Бельгия    | 2:0  | —    | Товарищеский матч        |
| 2  | 7 июня 2017      | Колумбия   | 2:2  | —    | Товарищеский матч        |
| 3  | 11 июня 2017     | Македония  | 2:1  | —    | Отборочные матчи ЧМ-2018 |
| 4  | 2 сентября 2017  | Италия     | 3:0  | —    | Отборочные матчи ЧМ-2018 |
| 5  | 6 октября 2017   | Албания    | 3:0  | —    | Отборочные матчи ЧМ-2018 |
| 6  | 11 ноября 2017   | Коста-Рика | 5:0  | —    | Отборочные матчи ЧМ-2018 |
| 7  | 14 ноября 2017   | Россия     | 3:3  | —    | Товарищеский матч        |
| 8  | 23 марта 2018    | Германия   | 1:1  | —    | Товарищеский матч        |
| 9  | 27 марта 2018    | Аргентина  | 6:1  | —    | Товарищеский матч        |
| 10 | 3 июня 2018      | Швейцария  | 1:1  | —    | Товарищеский матч        |
| 11 | 8 сентября 2018  | Англия     | 2:1  | 1    | Лига наций УЕФА          |
| 12 | 11 сентября 2018 | Хорватия   | 6:0  | 1    | Лига наций УЕФА          |

Итого: сыграно матчей: 12 / забито голов: 2; победы: 8, ничьи: 4, поражения: 0.